# Fuerzas Armadas de Uzbekistán
Las Fuerzas Armadas de la República de Uzbekistán (en uzbeko: Oʻzbekiston Respublikasi Qurolli Kuchlari), es el nombre de las fuerzas armadas unificadas de Uzbekistán, que consisten en una fuerza terrestre, fuerzas de defensa aérea, guardia nacional, servicio de frontera y una fuerza naval. Se informa que es el más grande y el más fuerte de Asia Central.
Uzbekistán y Rusia firmaron un pacto de defensa mutua en 2005, que también resultará en una cooperación militar más estrecha. Esto provocó un marcado contraste con Estados Unidos años antes cuando ambos países tenían buenas relaciones diplomáticas.
“El país también ha comenzado a profesionalizar su ejército, un esfuerzo que solo ha tenido un éxito limitado y un apoyo gubernamental errático. Pero incluso en Uzbekistán, estos cambios representan simplemente un comienzo modesto y la mayoría de los beneficios se concentran en unas pocas formaciones de élite, más preparadas, en lugar de aplicarse uniformemente a toda la fuerza. El ejército uzbeko es obsoleto, pero es muy superior a sus vecinos ”. El ejército de Uzbekistán y Kazajistán, son de los más poderosos en armas y desarrollo. 
El gobierno mantiene un colegio de mando y estado mayor para los militares en Taskent, basado en el antiguo colegio de mando superior TVOKU soviético.

## Historia
Taskent, la capital de Uzbekistán, solía ser la sede del distrito militar del Turkestán soviético y el 20 de febrero de 1992, el nuevo Ministerio de Defensa se hizo cargo de las oficinas que antes ocupaba el personal de la sede del distrito. La República Socialista Soviética de Uzbekistán tenía la presencia militar soviética más fuerte de las otras repúblicas de Asia Central, controlando la suya propia y operando su propio Ministerio del Interior nacional independiente del Ministerio del Interior de la Unión Soviética. El 2 de julio de 1992, un decreto presidencial estableció un Ministerio de Defensa para reemplazar al Ministerio de Asuntos de Defensa. En los años siguientes, Uzbekistán reemplazó a los oficiales rusos con uzbecos étnicos y reestructuró el ejército para enfocarse en objetivos como disturbios civiles, tráfico de drogas y Hizb ut-Tahrir.